# Echthrocollix
Echthrocollix là một chi bướm đêm thuộc họ Geometridae.

## Các loài
- Echthrocollix minuta (Butler, 1881)